# Auris
Auris – miejscowość i gmina we Francji, w regionie Owernia-Rodan-Alpy, w departamencie Isère.
Według danych na rok 1990 gminę zamieszkiwało 206 osób, a gęstość zaludnienia wynosiła 18 osób/km² (wśród 2880 gmin regionu Rodan-Alpy Auris plasuje się na 1421. miejscu pod względem liczby ludności, natomiast pod względem powierzchni na 1016. miejscu).